# Нианг, Бабакар (легкоатлет)
Бабакар Нианг — сенегальский бегун на средние дистанции, который специализировался в беге на 800 метров. 
Занял 7-е место на чемпионате мира в помещении 1987 года.
В настоящее время владеет рекордами Сенегала в беге на 1000 метров — 2.18,06 и в беге на 800 метров в помещении — 1.48,33.

## Олимпийские игры
- Лос-Анджелес 1984 — дошёл до четвертьфинала в беге на 800 метров, а в эстафете 4×400 метров не прошёл дальше предварительных забегов.
- Сеул 1988 — дошёл до полуфинала в беге на 800 метров, а также вышел в полуфинал в эстафете 4×400 метров.
- Барселона 1992 — дошёл до полуфинала в беге на 800 метров.